# Devil Summoner: Soul Hackers
Devil Summoner: Soul Hackers (デビルサマナー ソウル ハッカーズ?, Debiru Samanā: Souru Hakkāzu) è un videogioco di ruolo giapponese, originariamente pubblicato per Sega Saturn nel 1997, ed in seguito pubblicato in una versione leggermente migliorata per PlayStation nel 1999. Si tratta del sequel del videogioco del 1995 Shin Megami Tensei: Devil Summoner, ed entrambi i titoli sono considerati spin off della serie di videogiochi Megami Tensei.
Il videogioco non è mai stato pubblicato al di fuori del Giappone. Quando la versione per PlayStation è stata resa disponibile, la filiale statunitense di Atlus stava considerando l'ipotesi di convertire Soul Hackers in America del Nord, ma la possibilità fu bocciata dalla Sony Computer Entertainment America.
Nel 2012 è stato realizzato un remake del gioco per Nintendo 3DS, distribuito in Europa e negli Stati Uniti nel 2013.

## Sequel
Nel febbraio 2022 è stato annunciato un sequel dal titolo Soul Hackers 2, pubblicato nell'agosto dello stesso anno.